# Chrysobothris schlueteri
Chrysobothris schlueteri es una especie de escarabajo del género Chrysobothris, familia Buprestidae. Fue descrita científicamente por Théry en 1925.